# Cyphomyia hybrida
Cyphomyia hybrida är en tvåvingeart som beskrevs av Gerstaecker 1857. Cyphomyia hybrida ingår i släktet Cyphomyia och familjen vapenflugor. Inga underarter finns listade i Catalogue of Life.